# سيرجيو إينفانت
سيرجيو إينفانت (بالإسبانية: Sergio Infante)‏ هو كاتب وشاعر تشيلي، ولد في 1 مايو 1947 في سانتياغو في تشيلي.